# Tryssogobius porosus
Tryssogobius porosus är en fiskart som beskrevs av Helen K. Larson och Chen 2007. Tryssogobius porosus ingår i släktet Tryssogobius och familjen smörbultsfiskar. Inga underarter finns listade i Catalogue of Life.